# Real Madrid Club de Fútbol 1966-1967
Questa voce raccoglie le informazioni riguardanti il Real Madrid Club de Fútbol nelle competizioni ufficiali della stagione 1966-1967

## Rosa
| N. |                   | Ruolo | Calciatore          |
| -- | ----------------- | ----- | ------------------- |
|    | Spagna (bandiera) | P     | Antonio Betancort   |
|    | Spagna (bandiera) | P     | José Araquistáin    |
|    | Spagna (bandiera) | P     | Andrés Junquera     |
|    | Spagna (bandiera) | D     | Ignacio Zoco        |
|    | Spagna (bandiera) | D     | Pedro de Felipe     |
|    | Spagna (bandiera) | D     | Manuel Sanchís      |
|    | Spagna (bandiera) | D     | Antonio Calpe       |
|    | Spagna (bandiera) | D     | Pachín              |
|    | Spagna (bandiera) | D     | Fernando Zunzunegui |
|    | Spagna (bandiera) | D     | Vicente Miera       |
|    | Spagna (bandiera) | C     | Pirri               |
|    | Spagna (bandiera) | C     | Manuel Velázquez    |
|    | Spagna (bandiera) | C     | Félix Ruiz          |

| N. |                     | Ruolo | Calciatore           |
| -- | ------------------- | ----- | -------------------- |
|    | Spagna (bandiera)   | C     | Fernando Serena      |
|    | Spagna (bandiera)   | C     | Chato González       |
|    | Spagna (bandiera)   | C     | Juanito              |
|    | Spagna (bandiera)   | C     | Fernando Rovira      |
|    | Spagna (bandiera)   | A     | Amancio Amaro Varela |
|    | Spagna (bandiera)   | A     | Ramón Grosso         |
|    | Spagna (bandiera)   | A     | Francisco Gento      |
|    | Spagna (bandiera)   | A     | José Luis Veloso     |
|    | Spagna (bandiera)   | A     | Manuel Bueno         |
|    | Belgio (bandiera)   | A     | Fernand Goyvaerts    |
|    | Ungheria (bandiera) | A     | Ferenc Puskás        |
|    | Spagna (bandiera)   | A     | Jaime Blanco         |